# Jacques Noris
Jacques Noris es un deportista francés que compitió en judo. Ganó tres medallas en el Campeonato Europeo de Judo entre los años 1963 y 1965.

## Palmarés internacional
| Campeonato Europeo | Campeonato Europeo    | Campeonato Europeo | Campeonato Europeo |
| Año                | Lugar                 | Medalla            | Categoría          |
| ------------------ | --------------------- | ------------------ | ------------------ |
| 1963               | Ginebra (Suiza)       | Medalla de oro     | –80 kg             |
| 1964               | Berlín Oriental (RDA) | Medalla de plata   | –80 kg             |
| 1965               | Madrid (España)       | Medalla de bronce  | Abierta            |